# Waddesdon Manor
Waddesdon Manor és una casa de camp situada a la vila de Waddesdon, a la regió de Buckinghamshire, Anglaterra. La casa fou construïda en l'estil neorenaixentista d'un château francès entre 1874 i 1889 pel baró Ferdinand de Rothschild (1839-1898). Com que aquest era l'estil preferit dels Rothscrhild, també era conegut com el Goût Rothschild. La casa, ubicada en un jardí francès i un jardí anglès, fou construït a dalt de tot d'un turó erm des d'un es pot veure la vila de Waddesdon.
L'últim membre de la família Rothschild a qui va pertànyer la casa fou James Armand de Rothschild. Va llegar la casa i el seu contingut a la National Trust l'any 1957. Avui en dia, després d'una completa restauració, està administrada per un fons caritatiu dels Rothschild controlat per Jacob Rothschild. Durant el període 2007-08 fou la segona propietat de pagament més visitada de la National Trust, amb 386.544 visitants.